# Issa Gouo
Issa Gouo (Bobo-Dioulasso, 1989. szeptember 9. –) Burkina Fasó-i válogatott labdarúgó.

## Pályafutása

### Klubcsapatban
2009-től 2013-ig az ASFA Yennenga játékosa volt. 2013-ban a Santos FC csapatában játszott. 2014 és 2016 között a guineai AS Kaloum labdarúgója volt. 2016 és 2018 között a Rahimo FC Bamában szerepelt. 

### A válogatottban
2011 és 2018 között 16 mérkőzésen szerepelt a Burkina Fasó-i válogatottban. Részt vesz a 2015-ös afrikai nemzetek kupáján.

## Sikerei, díjai
ASFA Yennenga
- Burkina Fasó-i bajnok (4):  2009, 2010, 2011, 2012